# Flavors of Entanglement
Flavors of Entanglement — седьмой студийный альбом канадской певицы Аланис Мориссетт, который первоначально планировалось выпустить в апреле, вышел в июне 2008 года. В США было продано 229.000 копий.

## Об альбоме
В январе 2006 года Rolling Stone сообщил, что Мориссетт уже начала писать песни для своего нового альбома, продюсером которого изначально должен был быть Mike Elizondo, и что она собиралась провести 2006 год, работая над собственной книгой. О книге она сказала: «Это будет вся та мудрость, которую я накопила к 31 годам своей жизни (…) В основном об отношениях, известности, путешествиях, теле и душе — с острым юмором, потому что я не могу без этого». Немного позже она работала в кино, снявшись в эпизодической роли Lovespring International и трёх эпизодах сериала Части тела, сыграв лесбиянку. В октябре 2006 года Мориссетт рассказала в интервью TV Guide, что она собирается начать писать новый материал в ближайшие недели. «На данный момент у меня 7 полных тетрадей. Есть, чем поделиться».

## Список композиций
Официальный трек-лист был опубликован на официальном сайте Мориссетт 6 марта 2008 года.
1. «Citizen of The Planet» — 4:22
2. «Underneath» — 4:06
3. «Straitjacket» — 3:07
4. «Versions of Violence» — 3:34
5. «Not As We» — 4:45
6. «In Praise of The Vulnerable Man» — 4:06
7. «Moratorium» — 5:35
8. «Torch» — 4:47
9. «Giggling Again For No Reason» — 3:47
10. «Tapes» — 4:26
11. «Incomplete» — 3:30
12. «20-20» (японский бонус-трек)[4] — также доступен в качестве би-сайда на первом сингле с альбома «Underneath»

Deluxe Edition, включающий в себя 2 диска, будет также включать следующие треки:
1. «Orchid»
2. «The Guy Who Leaves»
3. «Madness»
4. «Limbo No More»
5. «On The Tequila»

## Чарты
| Chart (2008)                            | Высшая позиция |
| --------------------------------------- | -------------- |
| Austria Albums Chart                    | 3              |
| Belgian Albums Top 50 (Wallonia)        | 17             |
| Belgian Albums Top 50 (Flanders)        | 20             |
| Italy Albums Top 50                     | 8              |
| Irish Albums Chart                      | 32             |
| Japan Oricon International Albums Chart | 17             |
| Netherlands Albums Top 100              | 7              |
| Spanish Albums Chart                    | 30             |
| Swedish Album Chart                     | 36             |
| Switzerland Albums Chart                | 1              |
| UK Albums Chart                         | 15             |
| U.S. Billboard 200                      | TBA            |